# Noorwegen op het Eurovisiesongfestival 1976
Noorwegen nam deel aan het Eurovisiesongfestival 1976 in Den Haag (Nederland). Het was de 16de keer dat Noorwegen deelnam aan het Eurovisiesongfestival. NRK was verantwoordelijk voor de Noorse bijdrage voor de editie van 1976.

## Selectieprocedure
Melodi Grand Prix 1976 was het televisieprogramma waarin de Noorse kandidaat werd gekozen voor het Eurovisiesongfestival 1976.
De MGP werd georganiseerd in de Centralteatrat, te Oslo. Vijf liedjes deden mee in deze finale. Elk lied werd 2 maal gezongen, 1 keer kleinschalig en 1 keer met een groot orkest. De winnaar werd verkozen door een 10-koppige jury. Uiteindelijk won Anne-Karine Strom met Mata hari.
| Startplaats | Combo                      | Orkest                                                                 | Lied               | Punten | Plaats |
| ----------- | -------------------------- | ---------------------------------------------------------------------- | ------------------ | ------ | ------ |
| 1           | Jahn Teigen                | Anita Skorgan                                                          | "Hastverk"         | 226    | 3      |
| 2           | Gudny Aspaas & Jahn Teigen | Dag Spantell, Anne Lise Gjøstøl, Gro Anita Schonn & Stein Ingebrigtsen | "Alltid en vind"   | 147    | 4      |
| 3           | Gudny Aspaas               | Hans Petter Hansen                                                     | "Du fikk meg glad" | 131    | 5      |
| 4           | Gudny Aspaas & Jahn Teigen | Inger Lise Rypdal & Jahn Teigen                                        | "Voodoo"           | 351    | 2      |
| 5           | Gudny Aspaas               | Anne-Karine Strøm                                                      | "Mata Hari"        | 643    | 1      |

## In Den Haag
In Den Haag moest Noorwegen optreden als 9de, net na gastland Nederland en voor Griekenland. Na de stemming bleek dat Noorwegen op de 18de plaats was geëindigd met slechts 7 punten. België en Nederland hadden respectievelijk 0 en 3 punten over voor deze inzending.

### Gekregen punten

#### Finale
| 12 punten | 10 punten  | 8 punten    | 7 punten | 6 punten |
| --------- | ---------- | ----------- | -------- | -------- |
|           |            |             |          |          |
| 5 punten  | 4 punten   | 3 punten    | 2 punten | 1 punt   |
|           | - Portugal | - Nederland |          |          |

### Punten gegeven door Noorwegen

#### Finale
Punten gegeven in de finale:
| 12 punten | Verenigd Koninkrijk |
| 10 punten | Zwitserland         |
| 8 punten  | Frankrijk           |
| 7 punten  | Israël              |
| 6 punten  | België              |
| 5 punten  | Monaco              |
| 4 punten  | Finland             |
| 3 punten  | Italië              |
| 2 punten  | Oostenrijk          |
| 1 punt    | Nederland           |

1960 · 1961 · 1962 · 1963 · 1964 · 1965 · 1966 · 1967 · 1968 · 1969 · 1970 · 1971 · 1972 · 1973 · 1974 · 1975 · 1976 · 1977 · 1978 · 1979 · 1980 · 1981 · 1982 · 1983 · 1984 · 1985 · 1986 · 1987 · 1988 · 1989 · 1990 · 1991 · 1992 · 1993 · 1994 · 1995 · 1996 · 1997 · 1998 · 1999 · 2000 · 2001 · 2002 · 2003 · 2004 · 2005 · 2006 · 2007 · 2008 · 2009 · 2010 · 2011 · 2012 · 2013 · 2014 · 2015 · 2016 · 2017 · 2018 · 2019 · 2020 · 2021 · 2022 · 2023 · 2024 · 2025
België · Duitsland · Finland · Frankrijk · Griekenland · Ierland · Israël · Italië · Joegoslavië · Luxemburg · Monaco · Nederland · Noorwegen · Oostenrijk · Portugal · Spanje · Verenigd Koninkrijk · Zwitserland